# North Willingham
North Willingham è un villaggio ed una parrocchia civile nel distretto del West Lindsey nel Lincolnshire, Inghilterra. La popolazione della parrocchia civile è di 181 abitanti (2011). È situata a 6 km (3.5 miglia) ad est della città di Market Rasen sulla strada A631 tra Market Rasen e Louth.